# Beyoncé Karaoke Hits, Vol. I
Beyoncé Karaoke Hits, Vol. I (Tuyển tập ca khúc karaoke của Beyoncé, Đĩa 1) là đĩa mở rộng karaoke năm 2008 của ca sĩ R&B người Mĩ Beyoncé Knowles. Album gồm phiên bản karaoke của những bài hát từ phiên bản chất lượng cao của album B’Day và những bài hát trong đĩa mở rộng Irreemplazable của cô. Album phát hành vào ngày 11 tháng Ba, 2008 ở dạng điện tử như xuất hiện trên iTunes. Album này chính là album karaoke chính thức được phát hành bởi hãng Sony BMG Music Entertainment và trong những bài hát chỉ gồm giọng thực của Beyoncé trong vai trò hát bè.

## Danh sách ca khúc
1. "If" – 3:18
2. "Flaws and All" – 4:11
3. "Welcome to Hollywood" – 3:22
4. "World Wide Woman" – 3:43
5. "Beautiful Liar (Bello Embustero)" – 3:22
6. "Beautiful Liar (Tiếng Anh/Tây Ban Nha)" – 3:21
7. "Irreplaceable (Irreemplazable)" – 3:49
8. "Listen (Oye)" – 3:42